# 어네스트와 셀레스틴
《어네스트와 셀레스틴》(Ernest et Célestine)은 2012년 공개된 애니메이션 영화이다.

## 줄거리
겨울잠에서 깨어난 곰 어네스트와 작은 쥐 셀레스틴이 서로 좋은 친구가 되어가는 내용이다.

## 출연

### 주연
- 램버트 윌슨
- 포레스트 휘태커
- 매켄지 포이

### 조연
- 앤-마리에 루프
- 도미니크 모린
- 로렌 바콜
- 폴 지아마티
- 윌리암 H. 머시
- 메간 멀러리
- 닉 오퍼맨
- 제프리 라이트

## 기타
- 원작자: 가브리엘 뱅상
- 프로듀서: 디디에 브루너
- 프로듀서: 빈센트 타비에
- 프로듀서: 빈센트 타비에
- 동시녹음: 프레드 드몰더